# ハロウェー
ハロウェー (Harroway) はイギリスの競走馬であり、引退後は日本で種牡馬入りし、タニノハローモアやスターロツチなどを輩出した。
半弟に1945年のダービー馬ダンテ(Dante)とその全弟でアイリッシュダービーやセントレジャーステークスに勝ったサヤジラオ (Sayajirao) がいる。

## おもな競走成績
- 2着 ウィルバートンステークス、フィンチャンプステッドハンデキャップ
- 3着 アッパーシックスペニーステークス

## 代表産駒
- 1956年産
  - ハローモア（1960年中山記念、1961年毎日王冠）
- 1957年産
  - スターロツチ（1960年有馬記念、優駿牝馬）
  - シヨウザン（1960年クモハタ記念、1961年京王杯スプリングハンデキャップ）
  - トキノウイナー（1960年京都4歳特別）
- 1958年産
  - ミスハツライ（1961年朝日チャレンジカップ）
  - イーグル（1962年京都記念（秋））
  - ホマレタイコウ（1962年日本経済新春杯）
- 1959年産
  - スズトツプラン（1963年目黒記念（秋）、1964年アメリカジョッキークラブカップ）
  - シモフサホマレ（1963年スワンステークス、1964年安田記念）
  - ハルヒカリ（1963年中京記念）
- 1960年産
  - アイテイオー（1963年優駿牝馬）
  - キングダンデイー（1963年NHK杯）
  - アイスブルー（1963年きさらぎ賞）
- 1962年産
  - キクノスズラン（1965年クイーンステークス、セントライト記念）
- 1965年産
  - タニノハローモア（1968年東京優駿）
  - ホンマルシロー（1969年中山大障碍（春））

## 母の父として
- 1964年産
  - スズハヤテ（1967年福島大賞典、1968年スプリンターズステークス、関屋記念）
- 1966年産
  - リュウスパーション（1970年京都記念（秋））
- 1968年産
  - ダイセンプー（1972年京王杯スプリングハンデキャップ）
- 1969年産
  - イシノヒカル（1972年有馬記念、菊花賞）
  - ツキサムホマレ（1974年函館記念、1975年札幌記念、函館記念）
- 1970年産
  - カミノテシオ（1974年天皇賞（秋））
- 1971年産
  - アイテイシロー（1974年京都牝馬特別）
- 1972年産
  - グレートセイカン（1976年札幌記念、オールカマー、1977年ダービー卿チャレンジトロフィー）
- 1975年産
  - ファンタスト（1978年皐月賞）
- 1971年産
  - サクライワイ（1973年函館3歳ステークス、1974年スプリンターズステークス、1975年安田記念、スプリンターズステークス）
  - キクノオー（1975年京王杯スプリングハンデキャップ、アルゼンチン共和国杯、オールカマー、目黒記念（秋））

## 血統
| ハロウェーの血統（フェアウェイ系 / St.Simon 4×5×5=12.50%、 Hampton 5×5=6.25%、St. Serf 5×5=6.25%（母内）） | ハロウェーの血統（フェアウェイ系 / St.Simon 4×5×5=12.50%、 Hampton 5×5=6.25%、St. Serf 5×5=6.25%（母内）） | ハロウェーの血統（フェアウェイ系 / St.Simon 4×5×5=12.50%、 Hampton 5×5=6.25%、St. Serf 5×5=6.25%（母内）） | （血統表の出典）    | （血統表の出典） |
| 父 Fairway 1925 鹿毛                                                                                       | 父の父Phalaris 1913 黒鹿毛                                                                                 | Polymelus                                                                                                  | Cyllene             | Cyllene          |
| 父 Fairway 1925 鹿毛                                                                                       | 父の父Phalaris 1913 黒鹿毛                                                                                 | Polymelus                                                                                                  | Maid Marian         |                  |
| 父 Fairway 1925 鹿毛                                                                                       | 父の父Phalaris 1913 黒鹿毛                                                                                 | Bromus | Sainfoin            | Sainfoin         |
| 父 Fairway 1925 鹿毛                                                                                       | 父の父Phalaris 1913 黒鹿毛                                                                                 | Bromus | Cheery              |                  |
| 父 Fairway 1925 鹿毛                                                                                       | 父の母Scapa Flow 1914 栗毛                                                                                 | Chaucer | St.Simon            | St.Simon         |
| 父 Fairway 1925 鹿毛                                                                                       | 父の母Scapa Flow 1914 栗毛                                                                                 | Chaucer | Canterbury Pilgrim  |                  |
| 父 Fairway 1925 鹿毛                                                                                       | 父の母Scapa Flow 1914 栗毛                                                                                 | Anchora | Love Wisely         | Love Wisely      |
| 父 Fairway 1925 鹿毛                                                                                       | 父の母Scapa Flow 1914 栗毛                                                                                 | Anchora | Eryholme            |                  |
| 母 Rosy Legend 1931 黒鹿毛                                                                                 | 母の父Dark Legend 1914 黒鹿毛                                                                              | Dark Ronald                                                                                                | Bay Ronald          | Bay Ronald       |
| 母 Rosy Legend 1931 黒鹿毛                                                                                 | 母の父Dark Legend 1914 黒鹿毛                                                                              | Dark Ronald                                                                                                | Darkie              |                  |
| 母 Rosy Legend 1931 黒鹿毛                                                                                 | 母の父Dark Legend 1914 黒鹿毛                                                                              | Golden Legend                                                                                              | Amphion             | Amphion          |
| 母 Rosy Legend 1931 黒鹿毛                                                                                 | 母の父Dark Legend 1914 黒鹿毛                                                                              | Golden Legend                                                                                              | St. Lucre           |                  |
| 母 Rosy Legend 1931 黒鹿毛                                                                                 | 母の母Rosy Cheeks 1919 黒鹿毛                                                                              | St. Just                                                                                                   | St. Frusquin        | St. Frusquin     |
| 母 Rosy Legend 1931 黒鹿毛                                                                                 | 母の母Rosy Cheeks 1919 黒鹿毛                                                                              | St. Just                                                                                                   | Justitia            |                  |
| 母 Rosy Legend 1931 黒鹿毛                                                                                 | 母の母Rosy Cheeks 1919 黒鹿毛                                                                              | Purity | Gallinule           | Gallinule        |
| 母 Rosy Legend 1931 黒鹿毛                                                                                 | 母の母Rosy Cheeks 1919 黒鹿毛                                                                              | Purity | Sanctimony F-No.3-n |                  |

兄弟にDante、Sayajiraoがいる。